# Gare de Chicoutimi
 (août 2025).

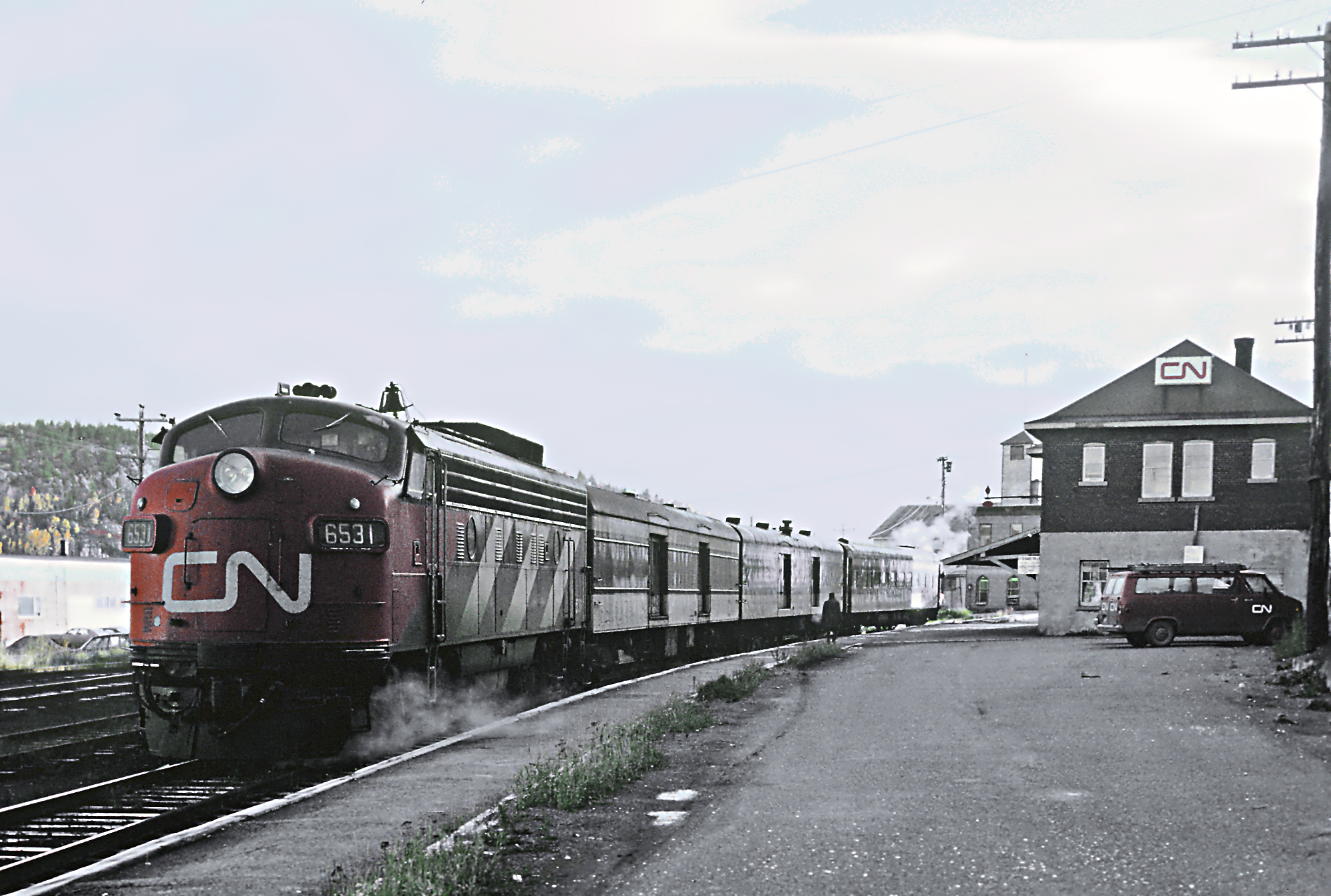
Train à la gare en 1971

La gare de Chicoutimi est une ancienne gare ferroviaire de la Compagnie des chemins de fer nationaux du Canada elle est dans l'arrondissement de Chicoutimi de la ville de Saguenay, de la région du Saguenay–Lac-Saint-Jean situé au Québec,.
Durant sa construction, la gare était très proche du port de Chicoutimi.
Tout service ferroviaire en direction de Chicoutimi s'est terminé en 1988. Le 29 avril 1988, le Comité des transports ferroviaires de la Commission canadienne des transports a accordé le CN à abandonner sa ligne entre Ha Ha Bay Junction et Chicoutimi, et le CN et VIA Rail à supprimer le service voyageurs entre Jonquière et Chicoutimi.
Le bâtiment est toujours utilisé, après des rénovations controversées en 1995,, mais il n'est plus relié au réseau ferroviaire.

## Sources
- Bouchard et Tremblay, « L'édifice de la gare de Chicoutimi », Saguenayensia, Société historique du Saguenay, vol. 43, no 1,‎ 2001, p. 3
- Eric Tremblay et Russel Bouchard, Petite histoire de l'édifice de la gare de Chicoutimi, Les Immeubles Murdock, 2000, 28 p.